# Emmanuel de Margerie (géologue)
Pour l’article homonyme, voir Emmanuel de Margerie, le diplomate.
Pour les autres membres de la famille, voir Famille Jacquin de Margerie.
Emmanuel Jacquin de Margerie, né le 11 novembre 1862 à Paris où il est mort le 21 décembre 1953, est un géologue français, président de la Société géologique de France en 1899 et 1919.

## Biographie et carrière
Il est originaire d'une famille d'ancienne bourgeoisie française, originaire de Champagne, implantée en Picardie, qui a donné des diplomates, des hauts fonctionnaires et des dirigeants du secteur privé.
Son père Eugène Jacquin de Margerie est avocat, écrivain catholique, qui se consacre aux bonnes œuvres et notamment à la Société de Saint-Vincent-de-Paul et de Saint-François de Sales .

## Quelques publications
- Critique et géologie. Contribution à l'histoire des sciences de la Terre (1882-1947), 3 vol., 1946-1948.

## Prix et médailles
- 1921 : médaille Lyell
- 1923 : médaille Mary Clark Thompson, Académie des sciences
- 1941 : prix Pie XII pour la géologie[2]
- 1930 : médaille Victoria
- 1946 : médaille Wollaston

## Distinctions
- Officier de la Légion d'honneur (1er octobre 1923)[3]
- Officier d'académie